# Apalis cinerea
El apalis gris (Apalis cinerea) es una especie de ave paseriforme de la familia Cisticolidae propia de las montañas que circundan África Central.

## Taxonomía
El apalis gris fue descrito científicamente en 1891 por el zoólogo inglés Richard Bowdler Sharpe, con el nombre binomial de Euprinodes cinereus. Posteriormente fue trasladado al género Apalis.
Se reconocen tres subespecies:
- A. c. cinerea (Sharpe, 1891) - se encuentra en el este de la República Democrática del Congo y Sudán del Sur hasta el centro de Kenia y el noroeste de Tanzania. También se encuentre en el sureste de Nigeria, el oeste de Camerún y noroeste de Gabón.
- A. c. sclateri (Alexander, 1903) - localizada en la isla de Bioko y los alrededores del cercano monte Camerún;
- A. c. grandis Boulton, 1931 - presente en el oeste de Angola.

## Distribución y hábitat
Se encuentra en las montañas que rodean África Central, en especial las de la región de los Grandes Lagos, diseminado por el oeste de Angola, Burundi, el este de Camerún, el este de la República Democrática del Congo, Guinea Ecuatorial, Gabón, Kenia, el suroeste de Nigeria, Ruanda, Sudán del Sur, Tanzania y Uganda. Su hábitat natural son los bosques húmedos tropicales de montaña.